# 기본권존중주의
기본권존중주의(基本權尊重主義)는 대한민국 헌법의 기본원칙 중 하나이다. 헌법 제10조에서,
모든 국민은 인간으로서의 존엄과 가치를 가지며, 행복을 추구할 권리를 가진다. 국가는 개인이 가지는 불가침의 기본적 인권을 확인하고 이를 보장할 의무를 가진다

라고 함으로써 기본권 존중주의를 규정하고 있다. 이것은 근대적 헌법의 핵심이며, 헌법이 민주주의를 기본원리로 하고 민주주의가 ‘인간의 존엄과 가치’를 기본적인 가치내용으로 하는 한, 기본권존중주의는 민주적 헌법질서 자체를 의미한다. 이와 같은 기본권존중주의는 헌법 제2장의 각 조항에서 구현되고 있다. 헌법이 보장하는 기본적 인권의 내용은 자유적 기본권만이 아니라 사회정의의 원칙에 입각한 사회적 기본권을 제한하는 경우에도 법률로써 하되 국가안전보장·질서유지 또는 공공복리를 위하여 필요한 경우에 한정하고 있을 뿐 아니라 자유와 권리의 본질적 내용은 침해할 수 없게 하고 있다(37조).
헌법은 또 이와 같은 기본권존중주의의 선언에만 그치지 아니하고 나아가 자유와 권리가 현실적으로 침해된 경우에 그 회복과 구제를 위한 상세한 절차까지 규정하고 있다. 청원권(26조), 재판청구권(27조), 형사보상청구권(28조), 국가배상청구권(29조) 등의 보상이 바로 그것이다. 그 밖에도 헌법은 기본권존중의 보루로서 제111조 1항에서 헌법재판소에 의한 위헌심사제를 채택하고 있다(제6장).